# Platycarpum acreanum
Platycarpum acreanum là một loài thực vật có hoa trong họ Thiến thảo. Loài này được G.K.Rogers miêu tả khoa học đầu tiên năm 1984.